# Telenassa flavocincta
Telenassa flavocincta is een vlinder uit de familie Nymphalidae. De wetenschappelijke naam van de soort is voor het eerst geldig gepubliceerd in 1888 door Paul Dognin.